# Nadir Benchenaa
Nadir Benchenaa, född 2 februari 1984 i Stockholm, är en svensk före detta fotbollsspelare. 

## Karriär
Benchenaa, som har algeriskt påbrå, började spela fotboll med Spårvägens FF och bytte som tolvåring klubb till Hammarby IF. Med Hammarbys P84-lag vann han SM-guld för sin årskull och laget spelade semifinal i Gothia cup. Han spelade senare för ett flertal av Sveriges pojk- och ungdomslandslag.
Han blev som 16-åring ungdomsproffs då han flyttade till franska Rennes. Innan dess hade han provtränat med Manchester United. Rennes betalade 2,8 miljoner kronor för Benchenaa.
Utan att ha spelat för Rennes A-lag återvände Benchenaa till Hammarby sommaren 2003. Han blev del av en då uppmärksammad "gyllene generation" hammarbyspelare födda 1984 och 1985, tillsammans med Haris Laitinen, Erkan Zengin, Björn Runström, Fredrik Stoor och Petter Andersson. Benchenaa debuterade för Hammarby i ett derby mot AIK den 4:e augusti och lade i matchen en frispark som ledde till att Max von Schlebrügge gjorde 2–0 till Hammarby.
Efter sparsamt med speltid i Allsvenskan 2004 lånades han ut till Örgryte IS över säsongen 2005. Även i Örgryte fick han begränsad speltid; sammanlagt blev det tio matcher på vilka han gjorde fyra målgivande passningar. När Benchenaa återvände till Hammarby ingick han inte i tränaren Anders Linderoths planer och Benchenaa skrev istället på för Assyriska i Superettan. I Assyriska fick han ofta spela vänsterback.
Han spelade 2007 för Gröndals IK i Division 1. Året därpå skrev Benchenaa på ett ettårskontrakt med tyska SV Babelsberg 03 i Regionalliga nord.
Efter tiden i Tyskland spelade Benchenaa bland annat för klubbar i Belgien, Azerbajdzjan och Algeriet.